# Beekmantown
Beekmantown est une ville située dans le comté de Clinton, dans l'État de New York, aux États-Unis. En 2010, elle comptait une population de 5 545 habitants, estimée au 1er juillet 2016 à 5 503 habitants.

## Démographie
Lors du recensement de 2010, la ville comptait une population de 5 545 habitants. Elle est estimée, en 2016, à 5 503 habitants.